# ティチーノ川

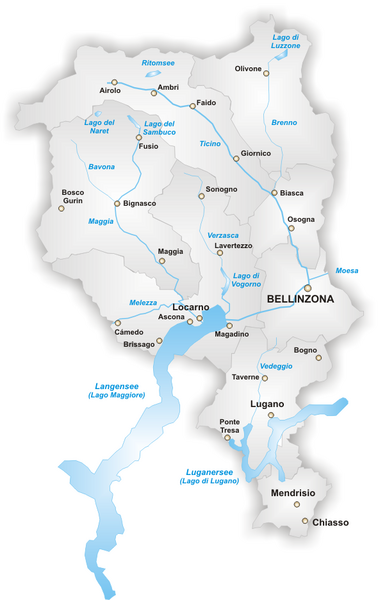
上流部の流路

ティチーノ川（ティチーノがわ、伊: Ticino）は、スイス南部からイタリア北部を流れる川で、ポー川の主要な支流の一つである。

## 流路
スイス・ティチーノ州北部のサンゴタール峠付近に源を発し南へ流れ、マガディーノ付近でマッジョーレ湖北東部に注ぐ。イタリアに入り、マッジョーレ湖南端のセスト・カレンデ付近から再びティチーノ川として流出する。ミラノの西側を南東に流れ、パヴィーアの郊外約3Kmほど南西でポー川に合流する。

## 生態系
流域に湿地と河畔林が多く、ユーラシアカワウソ、クスシヘビ、サンカノゴイ、ニシアカアシチョウゲンボウなどが生息している。マッジョーレ湖からポー川との合流点に至るティチーノ川の渓谷はロンバルディア州とピエモンテ州を跨ぐ「ティチーノ渓谷自然公園」をなし、2002年に周辺の「ラゴニ・ディ・メルクラゴ自然公園」「カンネティ・ディ・ドルメッレット特別自然保護区」「ボスコ・ソリヴォ自然保護区」「フォンド・トーチェ自然保護区」を含む地域はユネスコの生物圏保護区に指定された。また、マッジョーレ湖に注ぐ河口部はラムサール条約登録地である。
- パヴィーア付近のティチーノ川
- パヴィーアでティチーノ川に架かるコペルト橋